# Carbonne (chanteur)
Pour les articles homonymes, voir Carbonne (homonymie).
Pierrot Carbonne, dit Carbonne, né en 1996 à Montpellier (France), est un chanteur et rappeur français.

## Biographie

### Enfance et études
Carbonne naît à Montpellier, dans l'Hérault. Fan de Diam's, à l'âge de 13 ans, il commence à écrire ses premiers textes. 
Après le lycée, Carbonne part vivre en Australie pendant un an. Durant cette période, il envisage de consacrer sa future vie professionnelle à la musique. Cependant, pour rassurer sa mère, il réalise d'abord en 2019 des études en économie à l'université Paul Valéry. Il débute ensuite sa carrière dans le domaine de la musique après avoir obtenu sa licence.

### Carrière
En 2018, Carbonne poste son premier freestyle sur les réseaux sociaux, puis poursuit ses publications,. Grâce à ses publications, fin 2019, il est invité par la radio Skyrock dans l'émission Planète Rap,. Il réalise alors les premières parties de rappeurs français connus comme Youssoupha, Lorenzo et Dosseh,.
Son premier EP Aux aurores sort en 2021. Par la suite, l'artiste réalise de nombreux concerts.
Lors de la pandémie de Covid-19, les concerts étant annulés, l'artiste publie ses chansons sur le réseau social: TikTok. L'une d'entre elles, intitulée Bla Bla, devient vite populaire.
En 2024, l'artiste poste sur cette même application une vidéo promouvant sa chanson Imagine, vidéo qui a accumulé plus de 9 millions de vueset un disque de diamant. 

## Discographie

### Singles
- 2020 :
  - Ailleurs
  - Pareil
  - Matrice
- 2021 :
  - Néant
  - Ocarina
  - Blabla
  - Comme d'hab
- 2022 :
  - 0 questions
  - MTP
  - Revolver
- 2023 :
  - Valhalla
  - Sacrifices
- 2024 :
  - Tout va changer
  - Imagine  Diamant[6]
  - Bene
  - Comment te remplacer

## Distinctions
| Année | Récompenses      | Catégories                        | Résultat   | Réf.  |
| ----- | ---------------- | --------------------------------- | ---------- | ----- |
| 2024  | NRJ Music Awards | Révélation francophone de l’année | Nomination | [ 7 ] |